# Marcus Horatius Barbatus
Marcus Horatius Barbatus war einer der beiden römischen Konsuln, die der Überlieferung nach im Jahr 449 v. Chr. die Decemviri legibus scribundis abgelöst haben. Der andere soll Lucius Valerius Poplicola Potitus gewesen sein.
Die beiden werden traditionell angesehen als die Patrizier, die die Versöhnung mit den Plebejern herbeiführten, obwohl ihre historische Existenz zweifelhaft ist. Die Gesetze, die ihnen zugeschrieben werden, sind vermutlich zumeist späteren Datums, zum Beispiel die Lex Hortensia aus der Zeit um 287 v. Chr., mit der Plebiszite Gesetzeskraft erhielten. Das Konsulpaar des Jahres 449 v. Chr. ist wohl als nachträglich interpoliert aus den Fasten zu streichen.